# Lijst van bouwwerken van Nicolaas Molenaar sr.
Dit is een lijst van bouwwerken van architect Nicolaas Molenaar sr. (1850-1930).
Als leerling van architect Pierre Cuypers was Molenaar opzichter bij de bouw van diverse kerken. Hij verhuisde later van Sneek naar Den Haag, waar hij tien jaar in rijksdienst werkte. Hierna vestigde hij zich als zelfstandig architect. Molenaar ontwierp zijn kerken in neogotische stijl. Zijn profane gebouwen zijn voornamelijk in neo-renaissancisctische stijl gebouwd.
N.B. de lijst is nog niet compleet.
| Bouw         | Naam                                                | Plaats                               | Bijzonderheden                                                                    | Afbeelding                                 |
| ------------ | --------------------------------------------------- | ------------------------------------ | --------------------------------------------------------------------------------- | ------------------------------------------ |
| 1878         | Stal en koetshuis Hingst                            | Den Haag                             |                                                                                   |                                            |
| 1878         | Winkelpand Harmsen Teelen                           | Den Haag                             | Herbouw van de gevel                                                              |                                            |
| 1881         | Stal en koetshuis Göbel                             | Den Haag                             |                                                                                   |                                            |
| 1881         | Café-restaurant Belvedère - Noordeinde              | Den Haag                             |                                                                                   |                                            |
| 1882         | Sint-Bonifaciusschool                               | Sneek                                |                                                                                   |                                            |
| 1884         | Villa De Koppel, Nieuweweg 31                       | Lochem                               |                                                                                   |                                            |
| 1884-1885    | Willibrorduskerk                                    | Vleuten                              |                                                                                   |                                            |
| 1885         | Sint-Thomas van Aquino jongensschool                | Sneek                                | Uitbreiding in 1907                                                               |                                            |
| 1885         | Zes rijhuizen Koningin Emmakade                     | Den Haag                             | Molenaar bewoonde zelf een van deze huizen                                        |                                            |
| 1886         | Woonhuizen Chasséstraat                             | Den Haag                             |                                                                                   |                                            |
| 1886-1887    | Paterskerk                                          | Groningen                            | Afgebroken in 1962                                                                |                                            |
| 1886-1887    | Woonhuis paters Jezuïeten                           | Groningen                            | Afgebroken in 1962                                                                |                                            |
| 1886         | Huize Goekoop                                       | Den Haag                             |                                                                                   |                                            |
| 1886-1890    | Huize De Cloese                                     | Lochem                               | Ingrijpende verbouwing in neo-renaissancestijl                                    |                                            |
| 1887         | Raadhuis                                            | Noordwijk                            | kopie in Woerden (1888): stadhuis tot 1994, kopie door gemeentearchitect C. Fluyt |                                            |
| 1887         | Drie woonhuizen Laan van Meerdervoort               | Den Haag                             |                                                                                   |                                            |
| 1887-1888    | Stephanuskerk                                       | Borne                                |                                                                                   |                                            |
| 1888         | Drie woonhuizen Laan van Meerdervoort               | Den Haag                             |                                                                                   |                                            |
| 1888         | Likeurfabriek Hofman                                | Woerden                              |                                                                                   |                                            |
| 1888         | Pastorie Da Costastraat 46                          | Den Haag                             |                                                                                   |                                            |
| 1889         | Vier woonhuizen Laan van Meerdervoort               | Den Haag                             |                                                                                   |                                            |
| 1889-1890    | Seminarie Collegium Berchmanianum                   | Oudenbosch                           | Seminarie, tegenwoordig Hotel Tivoli                                              |                                            |
| 1889         | Mariaschool, Prins Hendrikstraat 57-59              | Den Haag                             | Afgebroken                                                                        |                                            |
| 1890         | Woonhuis Willy Martens, Laan van Meerdervoort       | Den Haag                             |                                                                                   |                                            |
| 1890-1892    | Bonaventurakerk                                     | Woerden                              |                                                                                   |                                            |
| 1890-1892    | Michaëlkerk                                         | Zwolle                               | Afgebroken in 1965                                                                |                                            |
| 1890-1892    | Ignatiuskerk                                        | Rotterdam                            | Na 1956 Laurentius- en Ignatiuskathedraal. Afgebroken in 1969                     |                                            |
| 1891         | Martinuskerk                                        | Foxham                               |                                                                                   |                                            |
| 1891         | Woonhuizen Prins Hendrikstraat                      | Den Haag                             |                                                                                   |                                            |
| 1891         | Woonhuis Tasmanstraat 137, later schoolgebouw       | Den Haag                             | Door brand verwoest in 2006                                                       |                                            |
| 1891-1892    | Elandkerk (of O.L.V Onbevlekt Ontvangenkerk)        | Den Haag                             |                                                                                   |                                            |
| 1892         | Huize Groenesteijn                                  | Den Haag                             | Complex bestaande uit school, weeshuis en kapel. Afgebroken in 1971               |                                            |
| 1893-1896    | Willibrorduskerk                                    | Oude Pekela                          |                                                                                   |                                            |
| 1893         | Huize Sri Wedari                                    | Den Haag                             |                                                                                   |                                            |
| 1893         | Woonhuis l.A. Smit. Noordeinde 20-22                | Delft                                |                                                                                   |                                            |
| 1894         | Johannesklooster en -school                         | Borne                                |                                                                                   |                                            |
| 1894         | Jeroenskerk                                         | Noordwijk                            |                                                                                   |                                            |
| 1894-1895    | Ignatiuskerk                                        | Nijmegen                             | Noodkerk gedurende de bouw van de Molenstraatkerk                                 |                                            |
| 1894-1896    | Molenstraatkerk                                     | Nijmegen                             | Verwoest in 1944, restanten geïntegreerd in nieuwe kerk                           |                                            |
| 1895         | Klooster Mariastichting                             | Den Haag                             |                                                                                   |                                            |
| 1895-1896    | Willibrorduskerk                                    | Oude Pekela                          |                                                                                   |                                            |
| 1895-1905    | Vier woonhuizen Groesbeeksestraat                   | Nijmegen                             |                                                                                   |                                            |
| 1896         | Burgemeesterswoning                                 | Rijswijk                             |                                                                                   |                                            |
| 1896         | Drie woonhuizen Willem de Zwijgerlaan               | Den Haag                             |                                                                                   |                                            |
| 1896         | Vier woonhuizen Groesbeeksestraat                   | Nijmegen                             |                                                                                   |                                            |
| 1896-1898    | O.L.V.-van-Goede-Raadkerk                           | Den Haag                             | Verwoest in 1945                                                                  |                                            |
| 1897         | Bonifatiuskerk                                      | Rijswijk                             |                                                                                   |                                            |
| 1897         | Jongensschool en Meisjesschool                      | Rijswijk                             |                                                                                   |                                            |
| 1898-1900    | Canisiuscollege                                     | Nijmegen                             | Deels afgebroken in 1992                                                          |                                            |
| 1900         | Apotheek Schoevers - Noordeinde 122                 | Den Haag                             |                                                                                   |                                            |
| 1900         | Villa voor G. Naeff                                 | Lochem                               |                                                                                   |                                            |
| 1900         | Stal met koetshuis voor Mr. Sickensz                | Lochem                               |                                                                                   |                                            |
| 1900         | Woonhuis Boekhorst                                  | Lochem                               |                                                                                   |                                            |
| 1900         | Vier woonhuizen Vondelstraat                        | Nijmegen                             |                                                                                   |                                            |
| 1901         | Willibrorduskerk                                    | Lemmer                               |                                                                                   |                                            |
| 1901         | Bergplaats voor inboedels De Gruyter                | Den Haag                             | Magazijn                                                                          |                                            |
| 1901         | Woonhuis en atelier Jan van Essen, Statenlaan       | Den Haag                             |                                                                                   |                                            |
| 1901         | Vier woonhuizen Statenlaan 4-10                     | Den Haag                             |                                                                                   |                                            |
| 1901         | Winkelmagazijn Het Hooghuis                         | Sneek                                | Verbouwing parterre                                                               |                                            |
| 1902         | Herenhuis                                           | Den Haag                             |                                                                                   |                                            |
| 1902         | Twee woonhuizen voor Bakker en Martens, Statenlaan  | Den Haag                             |                                                                                   |                                            |
| 1902         | Winkel- en woonpand Firma F.J. Obbema, Grootzand 12 | Sneek                                |                                                                                   |                                            |
| 1902         | Werenfriduskerk                                     | Westervoort                          | Herbouw toren bij bestaande kerk                                                  |                                            |
| 1903         | Sint-Antonius Ziekenhuis                            | Sneek                                | Afgebroken in 1995                                                                |                                            |
| 1904 en 1909 | Old Burger Weeshuis                                 | Sneek                                |                                                                                   |                                            |
| 1904         | Hotel "De Stad Munster"                             | Sneek                                | Afgebroken in 1986                                                                | Hotel De Stad Munster is het linker gebouw |
| 1904         | Dertien woonhuizen Statenlaan (Statenplein)         | Den Haag                             |                                                                                   |                                            |
| 1904         | Drie woonhuizen Statenlaan                          | Den Haag                             |                                                                                   |                                            |
| 1905         | Franciscus Xaveriuskerk                             | Enkhuizen                            | Vergroting en toren in 1929-1930 door Nicolaas Molenaar jr.                       |                                            |
| 1906         | Lambertuskerk                                       | De Weere                             |                                                                                   |                                            |
| 1906-1907    | Willibrorduskerk                                    | Wassenaar                            |                                                                                   |                                            |
| 1908-1909    | Marthakerk                                          | Den Haag                             | Uitbreiding en toren door Nicolaas Molenaar jr.                                   |                                            |
| 1912-1913    | Werenfriduskerk                                     | Westervoort                          | Hergebruik toren uit 1902, Verwoest in 1945                                       |                                            |
| 1914-1915    | Engelbewaarderskerk                                 | Den Haag                             | Afgebroken in 1981                                                                |                                            |
| 1917         | Antonius en Corneliuskerk                           | Den Hoorn                            | Met Nicolaas Molenaar jr.                                                         |                                            |
| 1920         | Begraafplaats Sint-Barbara                          | Den Haag                             |                                                                                   |                                            |
| 1921         | H. Martha-School                                    | Stortenbekerstraat 205-207, Den Haag | Met Nicolaas Molenaar jr.                                                         |                                            |
| 1920-1921    | Antonius van Paduakerk                              | Dordrecht                            |                                                                                   |                                            |
| 1922         | Martelaren van Gorcumkerk                           | Den Haag                             | Afgebroken in 1943                                                                |                                            |
| 1923         | Bewaarschool Beijerstraat                           | Den Haag                             |                                                                                   |                                            |
| 1924-1926    | Bartolomeüskerk                                     | Poeldijk                             | Ontwerp stamt uit 1913, met Nicolaas Molenaar jr.                                 |                                            |